# Pipaluk Lynge
Pipaluk Lynge (geschiedene Lynge-Rasmussen; * 13. April 1984 in Nuuk) ist eine grönländische Politikerin (Inuit Ataqatigiit).

## Leben
Pipaluk Lynge-Rasmussen ist die Tochter des Politikers Aqqaluk Lynge (* 1947) und seiner Frau Erna Jeremiassen (* 1952).
Pipaluk Lynge-Rasmussen schloss 2005 das Gymnasium in Aasiaat ab. Anschließend studierte sie Kultur- und Gesellschaftsgeschichte. Sie schloss 2011 den Bachelor und 2015 den Kandidat ab. Anschließend arbeitete sie ein Jahr als Lehrerin am Gymnasium in Nuuk. Von 2016 bis 2018 war sie Beraterin bei der Kommuneqarfik Sermersooq. Von 2020 bis 2021 arbeitete sie als Fernseh- und Radiomoderatorin im Kinder- und Jugendprogramm. Mit ihrem Ex-Ehemann hat sie zwei Kinder.
Lynge-Rasmussen kandidierte bei der Kommunalwahl 2013 und erreichte den dritten Nachrückerplatz der Inuit Ataqatigiit in der Kommuneqarfik Sermersooq. Sie trat auch bei der Parlamentswahl 2014 an, erhielt aber nur 20 Stimmen. Bei der Kommunalwahl 2017 trat sie erneut an, wurde aber nicht gewählt. Bei der Parlamentswahl 2021 erreichte sie den vierten Nachrückerplatz der Inuit Ataqatigiit und gelangte von dort aus ins Inatsisartut. Im August 2022 ließ sie sich beurlauben, weil sie als Projektleiterin beim WWF angestellt wurde. Im Herbst 2023 kehrte sie ins Parlament zurück. Bei der Parlamentswahl 2025 wurde sie knapp direkt ins Inatsisartut gewählt. Sie kandidierte auch bei der Kommunalwahl 2025, wurde aber wieder nicht gewählt.